# Vanessa Incontrada
Vanessa Incontrada (Barcelona, 24 de noviembre de 1978) es una actriz, modelo y presentadora de televisión italo-española que vive desde hace tiempo en Italia. En España es conocida principalmente por su papel en la película Todos estamos invitados de Manuel Gutiérrez Aragón con José Coronado.

## Biografía
Hija de padre italiano y madre española, comenzó su carrera en la moda a la edad de 17 años, trasladándose a vivir a Milán, donde trabajó para importantes casa y revistas de moda. Empezó a trabajar en televisión en el programa musical Super, presentándolo hasta el año 2000. Ha sido presentadora de los programas Super estate, Millennium y Subbuglio.

## Películas
| Año  | Título                                                   | Dirigida por            | Papel                    |
| ---- | -------------------------------------------------------- | ----------------------- | ------------------------ |
| 2003 | Il cuore altrove                                         | Pupi Avati              | Angela                   |
| 2004 | A/R Andata + Ritorno                                     | Marco Ponti             | Nina                     |
| 2006 | Quale amore                                              | Maurizio Sciarra        | Antonia                  |
| 2007 | La cena per farli conoscere                              | Pupi Avati              | Clara Lanza              |
| 2007 | Tutte le donne della mia vita                            | Simona Izzo             | Monica                   |
| 2007 | Todos estamos invitados                                  | Manuel Gutiérrez Aragón | Francesca                |
| 2008 | Aspettando il sole                                       | Ago Panini              | Kitty Galore             |
| 2010 | Un Paradiso Per Due                                      | Pier Belloni            | Alice                    |
| 2014 | Angeli                                                   | Stefano Reali           | Luisa                    |
| 2014 | Ti sposo ma non troppo                                   | Gabriele Pignotta       | Andrea                   |
| 2015 | Tutte lo vogliono                                        | Alessio Maria Federici  | Chiara                   |
| 2016 | La classe degli asini                                    | Andrea Porporati        | Mirella Antonione Casale |
| 2017 | Non c’è campo                                            | Federico Moccia         | Laura                    |
| 2019 | Purchè finisca bene - L’amore, il sole e le altre stelle | Fabrizio Costa          | Corinne                  |
| 2021 | Ostaggi                                                  | Eleonora Ivone          | Ambra                    |

## Televisión
- I cerchi nell’acqua - serie de TV(2011)
- Caruso - La voce dell’amore - serie de TV(2012)
- Benvenuti a tavola 2 - Nord vs Sud - serie de TV(2012)
- Un’altra vita - serie de TV(2014)
- Anna e Yusef - Una storia d’amore - serie de TV(2015)
- Scomparsa - serie de TV(2017)
- Il capitano Maria - serie de TV(2018)
- Come una madre - serie de TV(2020)
- Fosca Innocenti - serie de TV(2022)

## Programas de Televisión
- Super - Presentadora de televisión(1998-2000)
- Super Estate - Presentadora de televisión(1999)
- Millennium - Presentadora de televisión(1999)
- Subbuglio - Presentadora de televisión(2000)
- Bande sonore - Presentadora de televisión(2001)
- Laura Pausini in concerto al Mediolanum Forum - Presentadora de televisión(2001)
- Non solo moda - Presentadora de televisión(2001-2002)
- Sanremo Giovani - Presentadora de televisión(2001)
- Il galà dello sport - (2002)
- Sky Lounge - (2003)
- La partita del cuore - Presentadora de televisión(2003)
- Zelig - Presentadora de televisión(2004-2010, 2021)
- Gran Premio Internazionale dello Spettacolo - Presentadora de televisión(2007)
- Music Awards - Presentadora de televisión(2009, 2011, desde 2012)
- Let’s dance - Presentadora de televisión(2010)
- Italia’s Got Talent - Presentadora de televisión(2015)
- Prodigi - La musica è vita - Presentadora de televisión(2016)
- Dance Dance Dance - Jurada(2016-2018)
- Tali e quali - Jurado(2019)
- 20 anni che siamo italiani - Presentadora de televisión(2019)
- Amici di Maria De Filippi - Jurada(2020)
- Celebrity Hunted - Caccia all’uomo - Competidora(2021)
- Striscia la notizia - Presentadora de televisión(desde 2021)

## Teatro
- Alta società - Il musical -

(2007)
- Miles Gloriosius - (2011)
- Mi piaci perché sei così - (2014)
- Scusa sono in riunione… ti posso richiamare? - (2020)

## Testimonial
- 2001-2002: TIM
- 2003: Nivea
- 2003: Balocco
- 2004: Aldo Coppola
- 2005: Betty Flowers
- 2005-2007: Pupa
- 2008: Upim
- 2008-2011, 2013-2015: Wind
- 2010-2013: Persona
- 2011: Mediaset Premium
- 2015: Zalando
- Desde 2018: Elena Mirò
- Desde  2018: AZ
- Desde  2021: Dolce & Gabbana
- Desde  2021: Activia
- Desde  2021: Florena Fermented Skincare

## Obras literarias
- Insegnami a volare Vanessa Incontrada y Alicia Soler Noguera (2015, Rizzoli)
- Le bugie uccidono Vanessa a Incontrada y Alicia Soler Noguera (2019, La nave di Teseo)

## Enlaces
- Vanessa Incontrada - Sitio Oficial
- Vanessa Incontrada en Internet Movie Database (en inglés).

- Datos: Q2252441
- Multimedia: Vanessa Incontrada / Q2252441